# Torfufell
Torfufell är ett berg i republiken Island. Det ligger i regionen Norðurland eystra, 210 km nordost om huvudstaden Reykjavík. Toppen på Torfufell är 1 244 meter över havet.
Trakten runt Torfufell är nära nog obefolkad, med mindre än två invånare per kvadratkilometer. Det finns inga samhällen i närheten. Trakten runt Torfufell består i huvudsak av gräsmarker.